# Клакманнаншир
Клакма́ннаншир (англ. Clackmannanshire, гэльск. Siorrachd Chlach Mhannainn) — один из 32 округов Шотландии. Граничит с округами Стерлинг на западе, Перт-энд-Кинросс на севере и Файф на востоке. На противоположном берегу залива Ферт-оф-Форт расположен округ Фолкерк.

## Населенные пункты
- Аллоа (Alloa)
- Клакманнан (Clackmannan)
- Тилликолтри (Tillicoultry)

## Достопримечательности
- Список замков Шотландии

## Уроженцы
Одним из уроженцев является Джеймс Эдвард Александр. 